# Vyšná Jablonka
Vyšná Jablonka, russinisch Вышня Яблiнка/Wyschnja Jablinka (ungarisch Felsőalmád – bis 1907 Felsőjablonka) ist eine Gemeinde im Osten der Slowakei mit 52 Einwohnern (Stand: 31. Dezember 2024), die zum Okres Humenné, einem Kreis des Prešovský kraj, gehört. Sie ist Teil der traditionellen Landschaft Zemplín.

## Geographie
Die Gemeinde befindet sich in den Niederen Beskiden, im Bergland Laborecká vrchovina nahe dem Karpatenhauptkamm, im Tal des Baches Rieka im Einzugsgebiet der Udava und weiter des Laborec, nahe der Staatsgrenze zu Polen. Der höchste Punkt ist der 905 m n.m. hohe Berg Vysoký grúň direkt an der Grenze. Das Ortszentrum liegt auf einer Höhe von 385 m n.m. und ist jeweils 25 Kilometer von Medzilaborce und Snina sowie 33 Kilometer von Humenné entfernt.
Nachbargemeinden sind Komańcza (Ortschaften Zubeńsko und Wola Michowa, PL) im Norden, Osadné im Nordosten und Osten, Hostovice im Südosten, Nižná Jablonka im Süden und Südwesten und Svetlice im Westen und Nordwesten.

## Geschichte

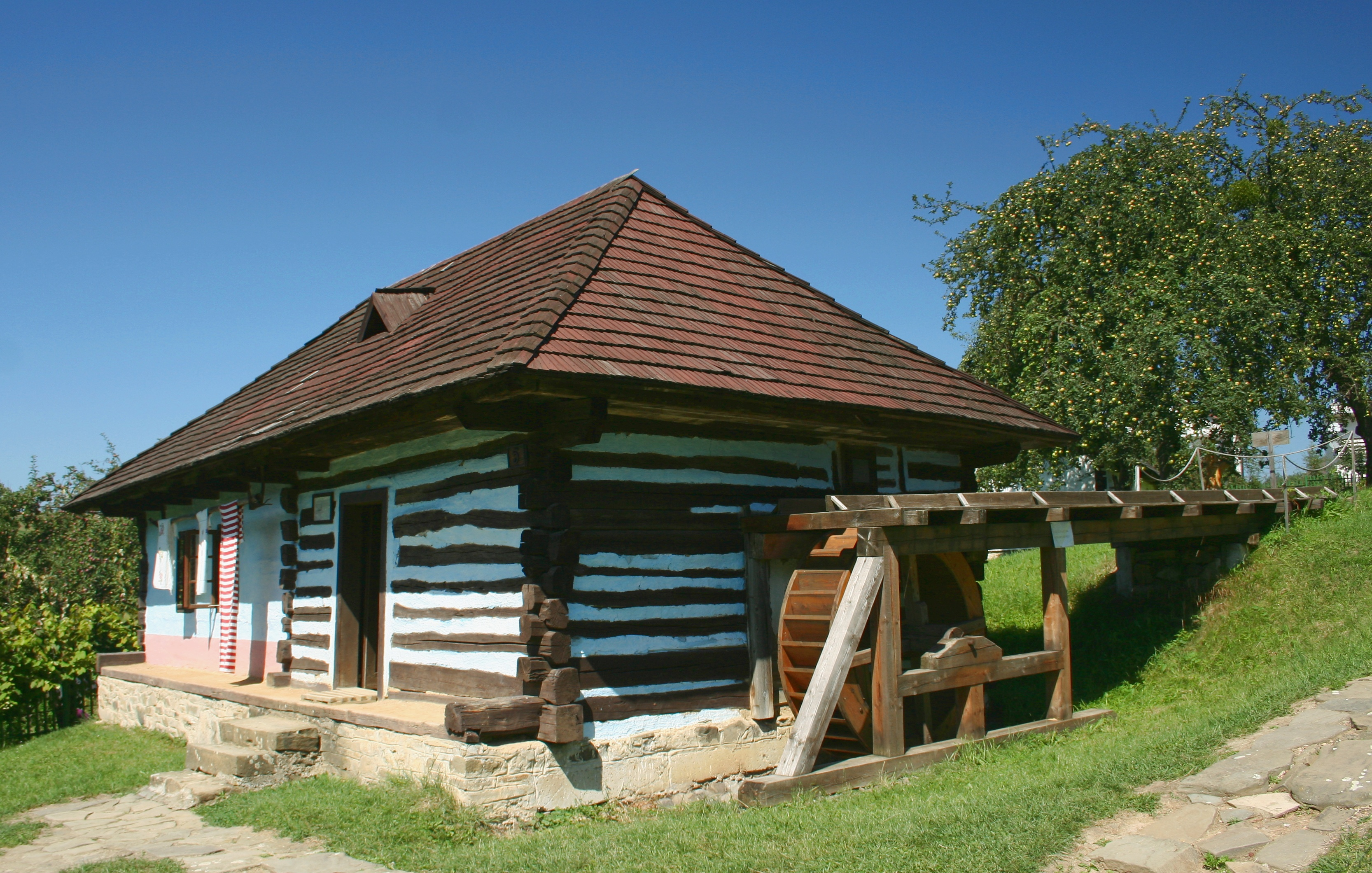
Wassermühle aus Vyšná Jablonka, heute im Freilichtmuseum in Humenné ausgestellt

Vyšná Jablonka wurde zum ersten Mal 1436 als Jablonka schriftlich erwähnt, weitere historische Bezeichnungen sind unter anderen Wisna Jablanka (1773) und Wišsní Jabloňka (1802). Das Dorf war Teil des Drugeth’schen Herrschaftsgebiets von Humenné und wurde erneut 1543 als Besitz des Geschlechts Drugeth in einem Gutsstreit erwähnt, danach war es vom 16. bis ins 18. Jahrhundert Besitz der Familie Szirmay, gefolgt von der Familie Mednyánszky im 19. Jahrhundert. 1557 wurden 17 Porta verzeichnet, 1715 gab es eine Mühle, 11 verlassene und 19 bewohnte Haushalte. 1787 hatte die Ortschaft 85 Häuser und 625 Einwohner, 1828 zählte man 91 Häuser und 678 Einwohner, die als Köhler und Waldarbeiter tätig waren. Im Verlauf des 19. Jahrhunderts wanderten viele Einwohner aus.
Bis 1918 gehörte der im Komitat Semplin liegende Ort zum Königreich Ungarn und kam danach zur Tschechoslowakei beziehungsweise heute Slowakei. Die Einwohner nahmen an der Partisanenbewegung im Zweiten Weltkrieg teil. Nach dem Zweiten Weltkrieg waren die Einwohner in der örtlichen Einheitlichen landwirtschaftlichen Genossenschaft (Abk. JRD) beschäftigt, ein Teil der Einwohner pendelte zur Arbeit in Industriebetriebe in der Umgebung.

## Bevölkerung
| Jahr                | 1994 | 2004     | 2014     | 2024    |
| ------------------- | ---- | -------- | -------- | ------- |
| Anzahl der Personen | 108  | 74       | 57       | 52      |
| Unterschied         |      | −31,48 % | −22,97 % | −8,77 % |

| Jahr                | 2023 | 2024 |
| ------------------- | ---- | ---- |
| Anzahl der Personen | 52   | 52   |
| Unterschied         |      | +0 % |

Nach der Volkszählung 2011 wohnten in Vyšná Jablonka 65 Einwohner, davon 36 Russinen, 22 Slowaken, drei Ukrainer und ein Pole. Drei Einwohner machten keine Angabe zur Ethnie.
39 Einwohner bekannten sich zur orthodoxen Kirche, 16 Einwohner zur griechisch-katholischen Kirche und sechs Einwohner zur römisch-katholischen Kirche. Bei vier Einwohnern wurde die Konfession nicht ermittelt.

## Bauwerke und Denkmäler
- griechisch-katholische Peter-und-Paul-Kirche aus dem Jahr 1766, 1923 erneuert[6]
- moderne orthodoxe Kirche

## Verkehr
Nach Vyšná Jablonka führt nur die Cesta III. triedy 3849 („Straße 3. Ordnung“) von einer Kreuzung mit der Cesta II. triedy 567 („Straße 2. Ordnung“) zwischen Svetlice und Nižná Jablonka heraus.